# Jesús Portavella i Isidoro
Jesús Portavella i Isidoro (?, 1932 - Barcelona, 14 de maig de 2023) va ser un escriptor i arquitecte català, especialista en onomàstica i heràldica.
Com a càrrec vocal, expert en onomàstica, exercí fins al 2017 com a membre de la Ponència de Nomenclàtor de Barcelona. Publicà diverses obres en les que s'hi recull detalladament l'origen i l'evolució de les places i carrers d'alguns barris de la ciutat. Entre 1982 i 1992 desenvolupà la tasca de Cap del Servei de Cartografia de la Unitat Operativa del Pla de la Ciutat de l'Ajuntament de Barcelona. L'any 1996 rebé el Premi Ciutat de Barcelona en la modalitat «Agustí Duran i Sanpere. Història de Barcelona», i ex aequo amb Mercedes Arroyo, pel seu llibre Diccionari nomenclàtor de les vies públiques de Barcelona. L'any 2013 l'Ajuntament de Barcelona li atorgà novament una distinció, en aquest cas, la Medalla d'Honor de Barcelona.
D'entre les seves obres s'inclou: Els carrers de Barcelona: Les Corts (1999), Els carrers de Barcelona: Sant Gervasi (2003), Els carrers de Barcelona: Vallvidrera (2006), Els interiors d'illa de l'Eixample: significat dels seus noms, amb pròleg de Lluís Permanyer (2007), Els carrers de Barcelona: Sarrià (2008), Els carrers de Barcelona: Gràcia (2013), Diccionari nomenclàtor de les vies públiques de Barcelona (2a ed. 1996, 3a ed. 2010) i La desconstrucció de la gran via Diagonal. Història d'un desgavell, amb pròleg de Lluís Permanyer (2018).